# Río Grande (película de 1950)
Río Grande (Rio Grande) es una película estadounidense de 1950 dirigida por John Ford, que tiene como protagonistas a John Wayne y a Maureen O'Hara.
Junto con Fort Apache (1948) y She Wore a Yellow Ribbon (1949), integra la conocida «trilogía de la caballería» de John Ford.

## Argumento
El coronel Kirby Yorke (John Wayne) combate a los apaches desde un fuerte cercano a la frontera con México. Su hijo, que ha fracasado en West Point, se alista, siendo enviado al regimiento del coronel Yorke, su padre. Dispuesta a sacarlo de allí, también llega al fuerte la esposa de Yorke (Maureen O'Hara), distanciada de él por el gran apego del coronel hacia el ejército y sus normas. Es el reencuentro del matrimonio tras muchos años de separación. En medio de un agrio conflicto familiar, la lucha con los indios se recrudece.

## Reparto
- John Wayne - teniente coronel Kirby Yorke
- Maureen O'Hara -  Kathleen Yorke
- Ben Johnson - Travis Tyree
- Claude Jarman Jr. - Jefferson 'Jeff' Yorke
- Harry Carey Jr. - Daniel 'Sandy' Boone
- Chill Wills - Dr. Wilkins
- J. Carrol Naish - Teniente General Philip Sheridan
- Victor McLaglen - Sargento Mayor Timothy Quincannon
- Peter Ortiz - Capitán St. Jacques
- Steve Pendleton - Capitán Prescott
- Karolyn Grimes - Margaret Mary